# 離婚予定日
『離婚予定日』（りこんよていび）は、粕谷紀子の漫画。2001年より漫画雑誌YOU（集英社）に連載された。単行本はYOU漫画文庫（集英社）より全11巻で刊行された。2004年にはテレビドラマ化されている。

## あらすじ
家事も手抜きがちな32歳の専業主婦・鮎川早紀は、平凡な夫と娘との3人暮らし。ある日、夫の秀行から離婚話を切り出される。秀行は、3年後のこの日を自分たちの「離婚予定日」にしようと提案し、早紀に自立できるようになってほしいと言う。早紀の自立するための奮闘の日々が始まる。

## テレビドラマ
『冗談でしょッ!離婚予定日』（じょうだんでしょッ りこんよていび）というタイトルで、2004年5月31日から7月30日にかけ、TBS系列の「ドラマ30」枠で放送された。中部日本放送制作。放送時間は月曜から金曜の13:30-14:00（JST）。全9週、45回。原作の連載終了前の放送であったため、結末などはオリジナルストーリーになった。

### キャスト
- 鮎川早紀：浅香唯
- 鮎川秀行：田中哲司
- 鮎川真澄：太田琴音
- 日野原玲子：井上晴美
- 真田真一郎：村上幸平
- 沢田一郎：岩松了
- 永井光雄：達山智宏
- 谷保みどり：東啓子
- 木下霧子：大沢さやか
- 木下啓輔：レッド吉田
- 木下幸一：城後光義
- 木下弘子：鳥居美江
- 佐藤信子：伴美奈子
- 片岡洋介：堀田和則
- 鏑木建一：池乃めだか
- 鏑木小百合：野川由美子

### スタッフ
- 脚本：渡辺典子
- 演出：堀場正仁、小森耕太郎、松井智人、近藤灯
- プロデューサー：山本恵三、小林紀美子

### 主題歌
- 彩風「しあわせについて」

| MBS・CBC 平日13時台後半（ドラマ30枠）     | MBS・CBC 平日13時台後半（ドラマ30枠）        | MBS・CBC 平日13時台後半（ドラマ30枠） |
| 前番組                                    | 番組名                                       | 次番組                                |
| ----------------------------------------- | -------------------------------------------- | ------------------------------------- |
| 新・いのちの現場から （2004.3.29 - 5.28） | 冗談でしょッ!離婚予定日 （2004.5.31 - 7.30） | 虹のかなた （2004.8.2 - 10.1）        |